# RCN Justice & Démocratie
 (février 2017).
Si vous disposez d'ouvrages ou d'articles de référence ou si vous connaissez des sites web de qualité traitant du thème abordé ici, merci de compléter l'article en donnant les références utiles à sa vérifiabilité et en les liant à la section « Notes et références ».
RCN Justice & Démocratie, anciennement RCN réseau des citoyens, est une ONG internationale de droit belge créée en septembre 1994.
Son objet social vise à contribuer à garantir le respect des droits fondamentaux de toute personne et plus particulièrement du droit à la justice ainsi que la protection des droits reconnus par les conventions internationales.  
RCN Justice & Démocratie part du principe qu'il n’y a pas de société sans justice. Pour servir la société et les personnes, la justice doit s’adapter aux réalités et besoins sociaux, économiques et culturels, permettre le dialogue et le maintien du lien social, être accessible à tous, instituer des normes et des pratiques positives garantissant les libertés et l’égalité devant la loi, lutter contre l’impunité des crimes les plus graves et enfin respecter les principes de l’État de droit.
RCN J&D est présent au Rwanda, en République Démocratique du Congo, au Burundi, au Tchad, au Sénégal mais également en Belgique depuis l'ouverture en 2011 de son programme Europe.

## Objectifs
RCN Justice & Démocratie veut contribuer à garantir le respect des droits fondamentaux de toute personne en défendant plus particulièrement le droit à la justice ainsi que la protection des droits reconnus par les conventions internationales. Elle prend en compte les modes d’exercice de la justice dans leurs contextes culturels, sociaux et politiques, et recherche leur adéquation avec les droits fondamentaux.
L’association a une vocation tant nationale qu’internationale et entend développer ses activités seule ou en partenariat, avec une indépendance politique totale tant à l’égard des autorités nationales qu’internationales.
Elle soutient les sociétés post-conflictuelles en transition vers :
- un État de droit où le citoyen bénéficie de la protection de ses droits fondamentaux;
- un État où la justice est indépendante;
- un État où la parole se manifeste de plus en plus librement dans l’espace public;
- un État où la société pratique de plus en plus la démocratie dans ses institutions et dans ses associations;
- un État où les citoyens et les autorités recherchent ensemble les modèles de justice et de démocratie inscrits dans leur propre culture.

RCN Justice & Démocratie poursuit plus spécifiquement les objectifs suivants :
- l’amélioration des capacités et le sens des responsabilités des professionnels de la justice;
- l’amélioration des connaissances juridiques de base des personnes-ressources de la société civile ainsi que celles des autorités administratives et coutumières;
- une sensibilisation de la population afin qu’elle connaisse mieux ses droits et devoirs;
- la rencontre entre les professionnels de la justice, les « personnes ressources » de la société civile, les autorités administratives et coutumières et la population afin qu’ils collaborent et échangent leurs attentes en vue d’améliorer leurs pratiques respectives en matière de justice;
- la participation à la réflexion et l’animation des échanges sur les enjeux de réforme de la justice.

## Différents programmes
Rwanda
Au Rwanda, RCN J&D travaille en faveur du renforcement de la justice, et de la prévention et de la résolution locale des conflits depuis 1994. Au lendemain du génocide, elle a soutenu la reconstruction du système judiciaire rwandais et a accompagné la justice dans la résolution du contentieux du génocide. Depuis 2006, et dans le cadre de l’accompagnement de la reforme foncière du Rwanda, ses programmes se concentrent sur la gestion des conflits fonciers. Le programme 2012-2015 vise à répondre de manière holistique à la problématique de l’accès des femmes à la terre tout en renforçant la qualité de la justice de proximité et de la résolution locale des conflits.
Burundi
RCN Justice & Démocratie a décidé d’intervenir au Burundi en novembre 2001 pour soutenir le processus de transition initié par l’accord d’Arusha du 28 août 2000. Depuis, RCN Justice & Démocratie a réalisé trois programmes visant à renforcer la qualité de la justice rendue par les tribunaux de proximité et à sensibiliser la population aux valeurs des droits humains fondamentaux.
Les deux projets Pour une justice de proximité renforcée et Pour l’amélioration de l’accès des femmes à la justice s’étendent sur deux ans. Financés respectivement par la Direction Générale pour le Développement du Ministère des Affaires Étrangères du Royaume de Belgique (DGD) et par l’Union européenne (Acteurs Non Etatiques-Autorités Locales), ils s’inscrivent dans la continuité du travail de RCN J&D au Burundi, et visent à améliorer l’accès à une justice de proximité plus efficace et plus transparente, plus particulièrement dans les trois provinces de Mwaro, Muramvya et Bururi.
République Démocratique du Congo
À partir de 2000, RCN Justice & Démocratie s’est lancé dans plusieurs projets de restauration de l’État de droit et d’appui au système judiciaire. Les outils utilisés sont principalement la formation du personnel judiciaire, un appui matériel et d’équipement et un appui documentaire ainsi que la mise en place d’une vulgarisation de la loi auprès de la population et l’organisation de journées portes ouvertes. Le programme de RCN J&D s’est développé, dans un premier temps, exclusivement à Kinshasa, puis dans le Bas-Congo et au Bandundu mais aussi en 2004 à Bunia en Ituri dans le Nord-Est.
En décembre 2010, RCN J&D s’est engagé dans un projet Contribuer à la liberté d’expression en République démocratique du Congo. Le but : informer et former les journalistes à un traitement rigoureux des sujets juridiques et judiciaires et établir un climat favorable à la pratique journalistique. Les provinces ciblées par le projet ont été Kinshasa, le Bas-Congo, le Sud-Kivu et la Province Orientale.
Autre projet, le soutien aux organisations de la société paysanne dans le Bas-Congo, le Bandundu et le Kasaï-Occidental, avec comme ligne de mire le renforcement des connaissances juridiques et des capacités de plaidoyer. En parallèle, un autre projet a vu le jour dans l’Est du pays : le programme de renforcement de la justice intitulé « Uhaki Safi ». Son objectif est de contribuer à la consolidation de l’État de droit en luttant contre l’impunité ordinaire et de guerre dans les provinces du Nord- et Sud-Kivu et dans le district de l’Ituri.  
Sud-Soudan
RCN Justice et Démocratie a débuté la mise en œuvre de ses programmes au Sud-Soudan en 2007 et les a poursuivis en 2008. 
En 2009, RCN Justice & Démocratie a poursuivi deux programmes :
- Le premier a été consacré à l’Appui au système judiciaire du Sud-Soudan et au système d’application des lois à travers le renforcement des capacités procureurs et des officiers de police judiciaire.
- Le second vise à Améliorer les ressources humaines et des capacités du Ministère de la Justice et des Développements Constitutionnels (Ministry of Legal Affairs and Constitutionnal Developments (MoLACD)).

Haïti
À la suite de son élection en décembre 1995, le Président René Préval entame un long processus de reconstruction institutionnelle et sociale en Haïti, dont un vaste programme de réformes judiciaires. C’est dans ce contexte de transition démocratique que s’inscrit l’action menée par RCN Justice & Démocratie. Initié en octobre 1996, avec un financement de l’Union européenne, le projet visait la création d’un système national d’assistance légale pour les justiciables démunis, pris en charge par l’État haïtien.
En octobre 2011, RCN Justice & Démocratie a mené en partenariat avec ONUHabitat une mission exploratoire à Port-au-Prince afin d’établir un diagnostic des besoins des haïtiens dans le contexte post-séisme en matière de sécurité juridique et d’accès à la justice. Il n'y a plus actuellement de programme RCN J&D en Haïti.
Chambres africaines extraordinaires - Tchad - Sénégal
En consortium RCN a entamé en 2014 un travail de sensibilisation au Tchad, au Sénégal et ailleurs en Afrique sur le procès d'Hissène Habré, ancien président Tchadien qui se tient à Dakar depuis l'été 2015. 
La première phase de cette sensibilisation visait à informer du procès et de son enjeu unique, un ancien président africain jugé en Afrique. Durant sa deuxième phase, la sensibilisation s’attachera en priorité à faire en sorte que les Tchadiens soient informés au plus près du procès et des décisions qui en découleront.
Avec ses partenaires sur le terrain au Tchad, organisations membres de la société civile et médias locaux, il continue de montrer des images, de diffuser des émissions de radio et de répondre sur place aux questions, dans les régions, les villes et les villages. La mise à jour du site Internet a repris, avec les synthèses hebdomadaires des audiences et la mise en ligne des enregistrements vidéo, sonores et des documents juridiques.
Le consortium de sensibilisation et ses partenaires conjuguent ainsi leurs efforts pour faire en sorte que ce premier tribunal interafricain soit compris, expliqué et débattu de façon neutre et transparente, au plus près des populations concernées.
Europe - Belgique
En 2001 – 2002, RCN J&D a enregistré le procès des quatre de Butare (Rwanda) accusés d’avoir participé au génocide de 1994. Le procès se déroulait en Belgique, sur base de la loi de compétence universelle. Ces enregistrements devaient servir à la conservation de la mémoire. Une partie de ces extraits a été retravaillée et diffusée sous forme d’un programme radio sur France Culture. L’idée était d’utiliser des extraits pour sensibiliser le public à la situation rwandaise. Dans ce cadre, trente-cinq personnes ont été interviewées ; témoins, victimes, experts, parties au procès, militants etc.
Lors du procès, de fortes tensions ont été ravivées entre les communautés Hutu et Tutsi de Belgique. En réponse à cette situation, RCN J&D a instauré le programme « Dialogues » qui visait à mettre en discussion des personnes de la diaspora rwandaise de toutes ethnies à Bruxelles sur la question du « comment revivre ensemble ? ».
Petit à petit, l’idée est née d’utiliser le matériel récolté lors de ces projets pour mettre sur pied un programme qui pourrait sensibiliser à la justice et éveiller les consciences citoyennes en Occident. C’est la naissance du programme « Europe », qui se concrétise par la réalisation de la série radiophonique « Si c’est là, c’est ici » qui comprend les témoignages de personnes ayant vécu des crimes de génocide, de guerre ou contre l’humanité. Ces émissions ont été traduites en néerlandais et diffusées et elles servent de matériel de base pour des animations, notamment dans des écoles.